# The Colour of Magic
Terry Pratchett's The Colour of Magic (The Color of Magic in Canada e negli Stati Uniti d'America) è adattamento televisivo in due puntate dei romanzi fantasy comici Il colore della magia e La luce fantastica dello scrittore britannico Terry Pratchett. La miniserie fu prodotta per Sky1 dal piccolo studio di produzione britannico The Mob, ingaggiando come attori principali David Jason, Sean Astin, Tim Curry e Christopher Lee (doppiatore del personaggio di Death, la Morte); lo stesso Terry Pratchett compare in un cameo all'inizio e alla fine della trasposizione, nei panni di un astronomo di Mondo Disco.
The Colour of Magic venne trasmessa su Sky1 ed in alta definizione su Sky1 HD la domenica di Pasqua (23 marzo) e 24 marzo 2008. La prima parte fu seguita da 1,5 milioni di telespettatori, mentre la seconda da 1,1 milioni. La miniserie ricevette un responso positivo da parte degli appassionati, ma ricevette giudizi discordi da parte dei critici che giudicarono in maniera positiva la recitazione, ma criticando regia e sceneggiatura.
La produzione è il secondo adattamento su schermo di un romanzo di Terry Pratchett, seguendo cronologicamente Terry Pratchett's Hogfather, trasmesso da Sky1 nel Natale del 2006 e precedendo Going Postal del 2010.